# Ráng đại dực
Taenitis blechnoides là một loài thực vật có mạch trong họ Adiantaceae. Loài này được (Willd.) Sw. miêu tả khoa học đầu tiên năm 1806.